# Incidente del Trent
L'incidente del Trent avvenne nell'autunno del 1861, durante gli inizi della guerra civile fra il Nord ed il Sud degli Stati Uniti d'America. 

## Storia
Il Trent era una nave a vapore britannica, sul quale si erano imbarcati due inviati sudisti, tali Mason e Slidell, il cui obiettivo era quello di viaggiare sino in Inghilterra e chiedere udienza a Lord Palmerston, Primo Ministro della Regina Vittoria. La Marina nordista diede la caccia al Trent, e in pieno Atlantico un loro brigantino lo abbordò sequestrando i due inviati sudisti.
Le reazioni inglesi all'accaduto furono molto pesanti, accusarono i nordisti sia di oltraggio alla bandiera britannica che violazione delle norme di diritto internazionale. La risposta preparata dal ministro degli esteri, lord John Russel era molto decisa e poteva sembrare una sorta di ultimatum. Intervenne il principe consorte Alberto, malato di febbre tifoide che modificò la nota redatta da Russell, facendolo diventare un invito alle trattative.